# Smith & Wesson Model 340PD
O Smith & Wesson Model 340PD, é um revólver, no estilo "J-frame" com cão embutido, desenvolvido pela Smith & Wesson. Introduzido em 2000, ele tem capacidade de cinco tiros no calibre .357 Magnum, e faz parte da família Centennial de revólveres.[carece de fontes?]
Ele possui corpo composto por uma liga de Escândio, cilindro composto por uma liga de titânio, cano resistente à corrosão, pesando apenas 340 gramas (450 gramas carregado).